# Semněvice
Semněvice là một làng thuộc huyện Domažlice, vùng Plzeňský, Cộng hòa Séc.